# Walters Art Museum
Pour les articles homonymes, voir Walters.
Le Walters Art Museum, situé à Baltimore dans le Maryland aux États-Unis, est un musée qui propose une collection d'art privée ouverte au public.

## Historique
La collection du musée fut principalement rassemblée par deux hommes, le père William Thompson Walters (en) (1820–1894), qui entreprit sa collection lorsqu'il émigra à Paris au déclenchement de la Guerre de Sécession et son fils Henry Walters (en) (1848–1931), qui affina la collection et la déplaça dans un palazzo.
La Walters Gallery fut, pour la première fois ouverte au public, les mercredis d'avril à mai 1875.

## Collections
Les œuvres présentées comprennent des pièces d'antiquité égyptienne (comme la statue de Padiiset), des sculptures grecques et des sarcophages romains, des ivoires médiévales, des manuscrits enluminés, des bronzes et des tableaux de la Renaissance (par exemple Saint François recevant les stigmates du Greco) ; des peintures des grands maîtres du XIXe siècle, des céramiques et bronzes chinois ainsi que des bijoux Art déco. Depuis octobre 2006, l'entrée du musée est gratuite pour tous.
Walters a collectionné aussi bien des peintres français académiques du XIXe siècle, que des impressionnistes, dont l'un des chefs-d'œuvre du musée est Le Printemps de Monet. On remarque également une vue panoramique de la Seine peinte par Sisley et la scène du Café-concert de Manet. Henry Walters s'intéressait aussi à la peinture de cour française du XVIIIe siècle et à sa décoration. Il a ainsi acquis nombre de pièces de porcelaine de Sèvres et des objets ayant fait partie du mobilier de Versailles, comprenant aussi des portraits sur miniatures de porcelaine, de l'orfèvrerie (surtout des tabatières et des montres), etc. Walters a également collectionné des bijoux et des objets du XIXe siècle et de son époque en style Art nouveau, du cristal Lalique, des objets de chez Fabergé (dont deux œufs) ou de chez Tiffany & Co.
La collection de la première moitié du XIXe siècle comprend des œuvres importantes d'Ingres, Géricault, Delacroix. Walters s'est familiarisé avec la peinture française et européenne pendant son séjour à Paris. Il achetait ses tableaux, soit à l'atelier de l'artiste, soit aux enchères. Il fit ainsi l'achat de toute une collection de peintres de l'école de Barbizon, incluant des tableaux de Millet ou l'Italien Antonio Rotta avec la peinture de genre The Case Hopeless (1871) de Corot, Ch. Daubigny, Théodore Rousseau, Gérôme, Meissonier, Courbet, Ingres, et plus de 50 œuvres du sculpteur Antoine-Louis Barye (1796-1875).

## Galerie

Quelques œuvres conservées au Walters Art Museum
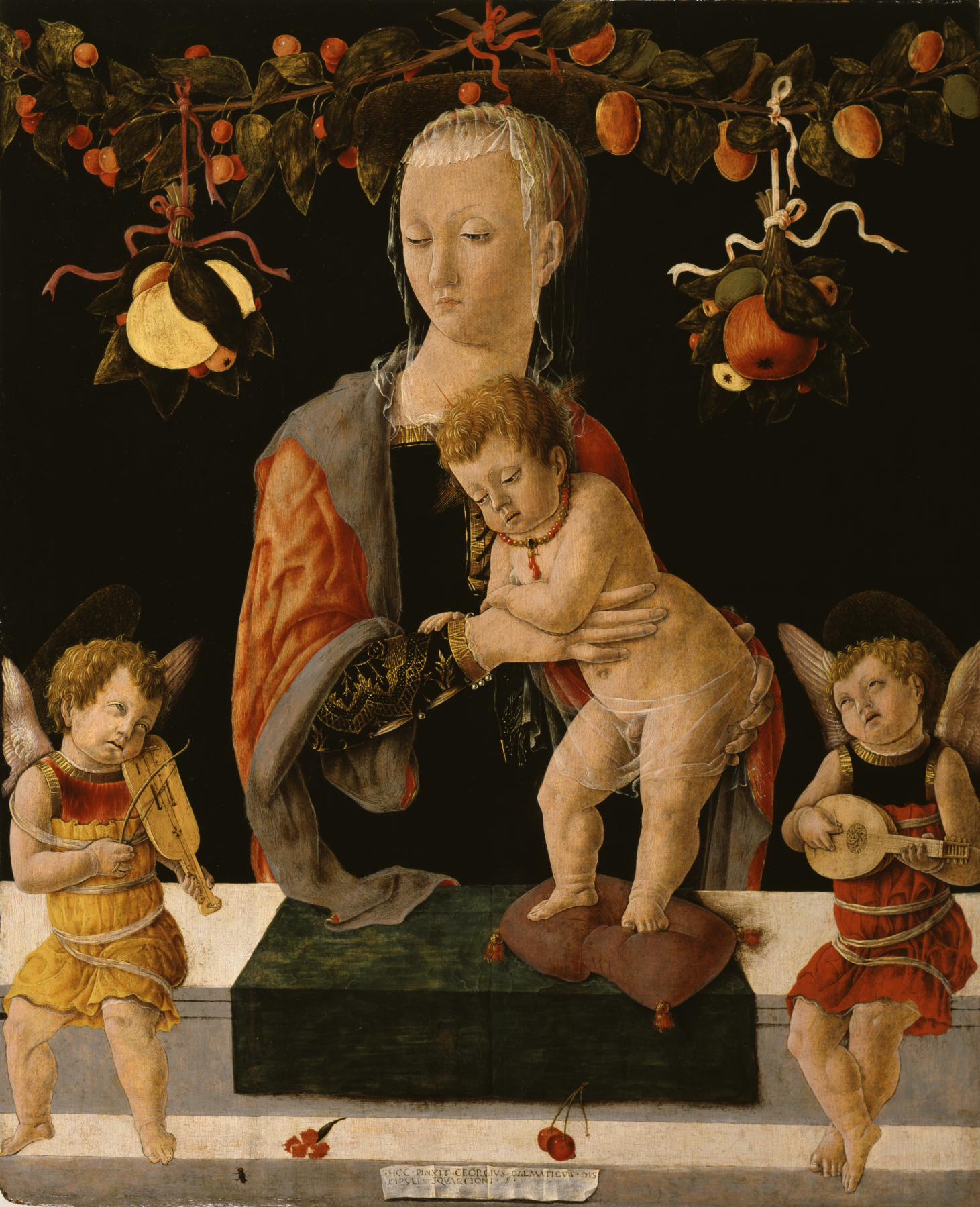
Giorgio Schiavone, Vierge à l'Enfant (1459-1460).
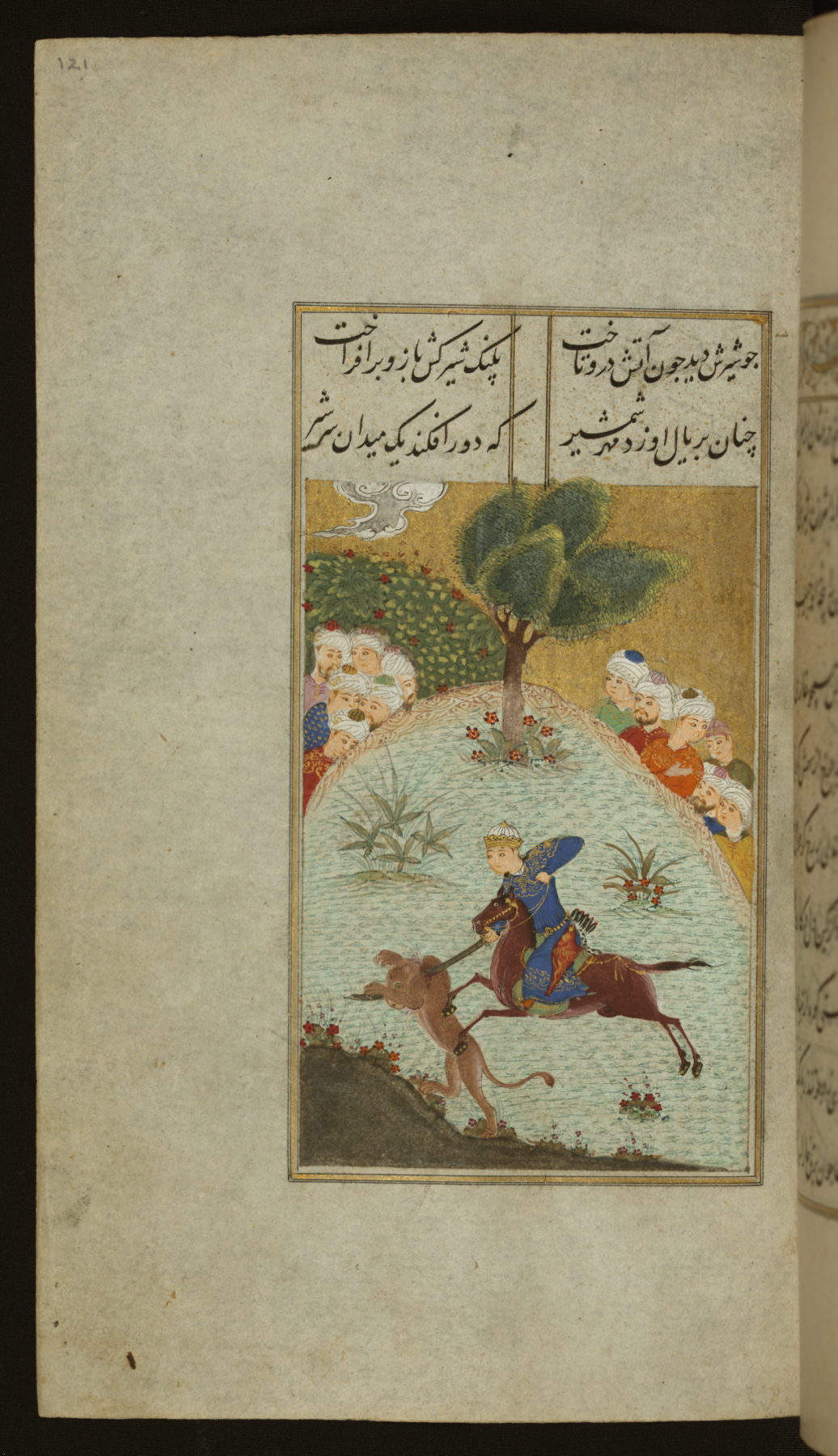
Miniature persane, Mihr tuant un lion (1476).
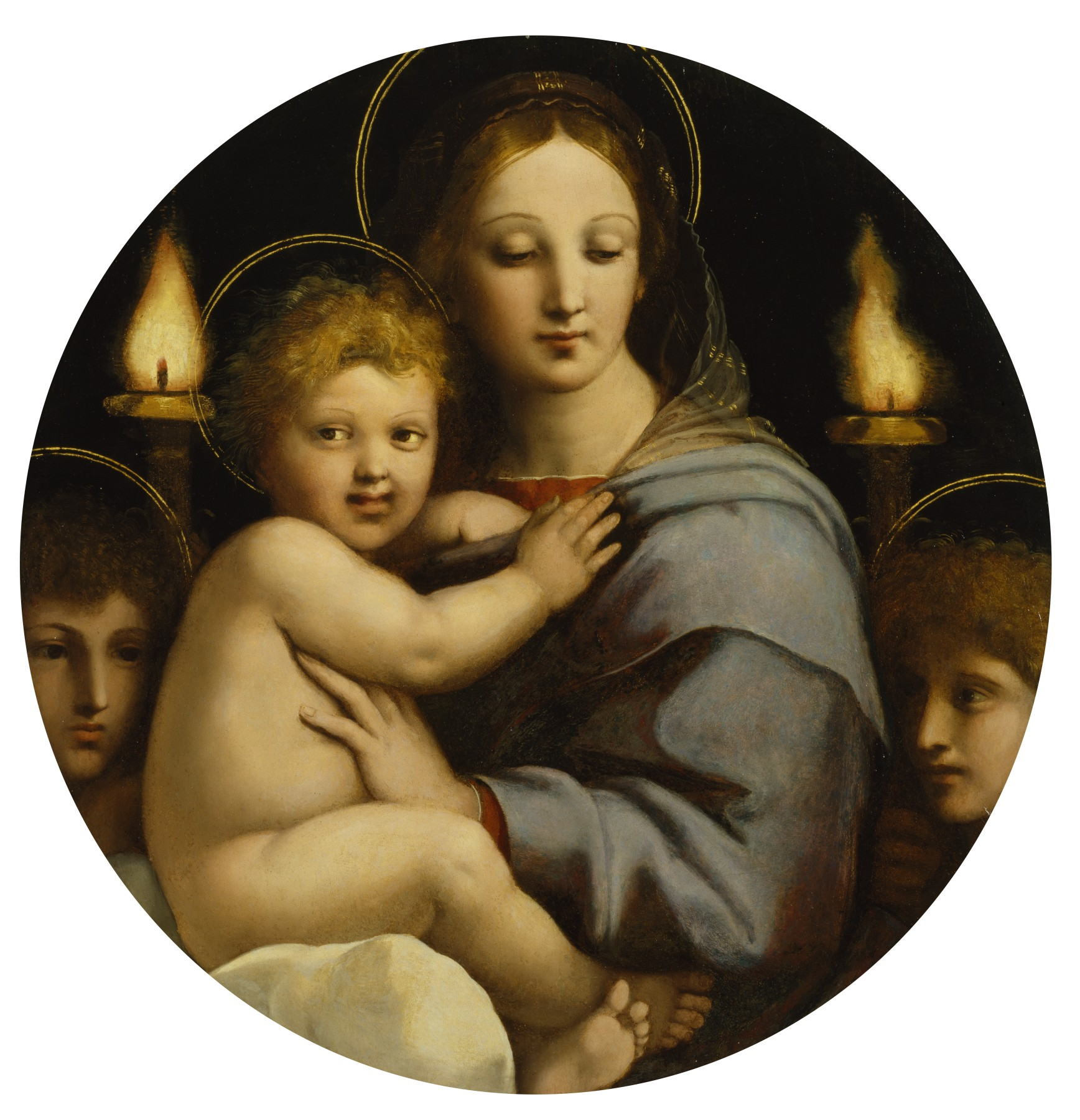
Atelier de Raphaël, La Madone aux candélabres (vers 1513).
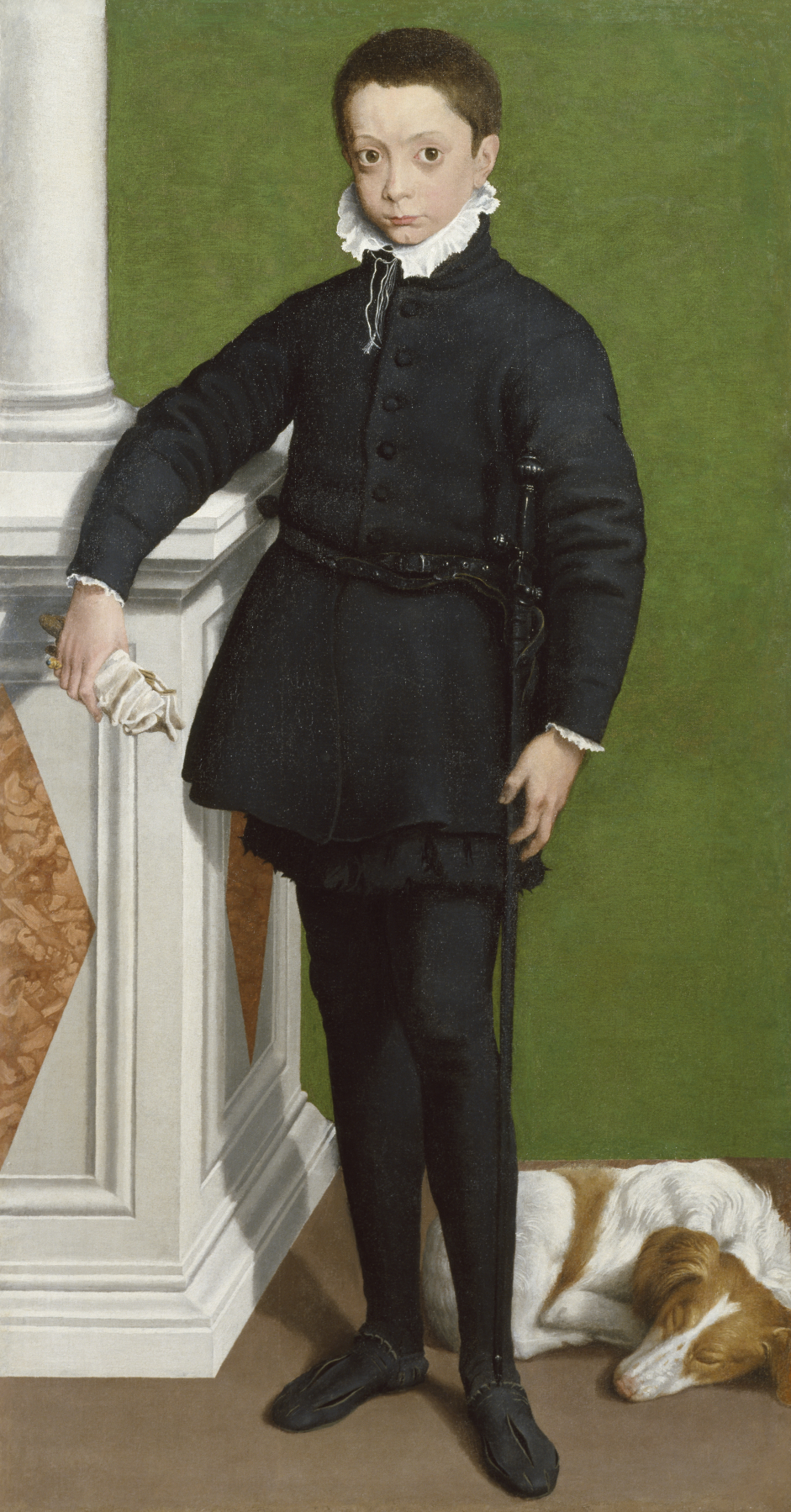
Sofonisba Anguissola, Portrait de Massimiliano Stampa (1557).
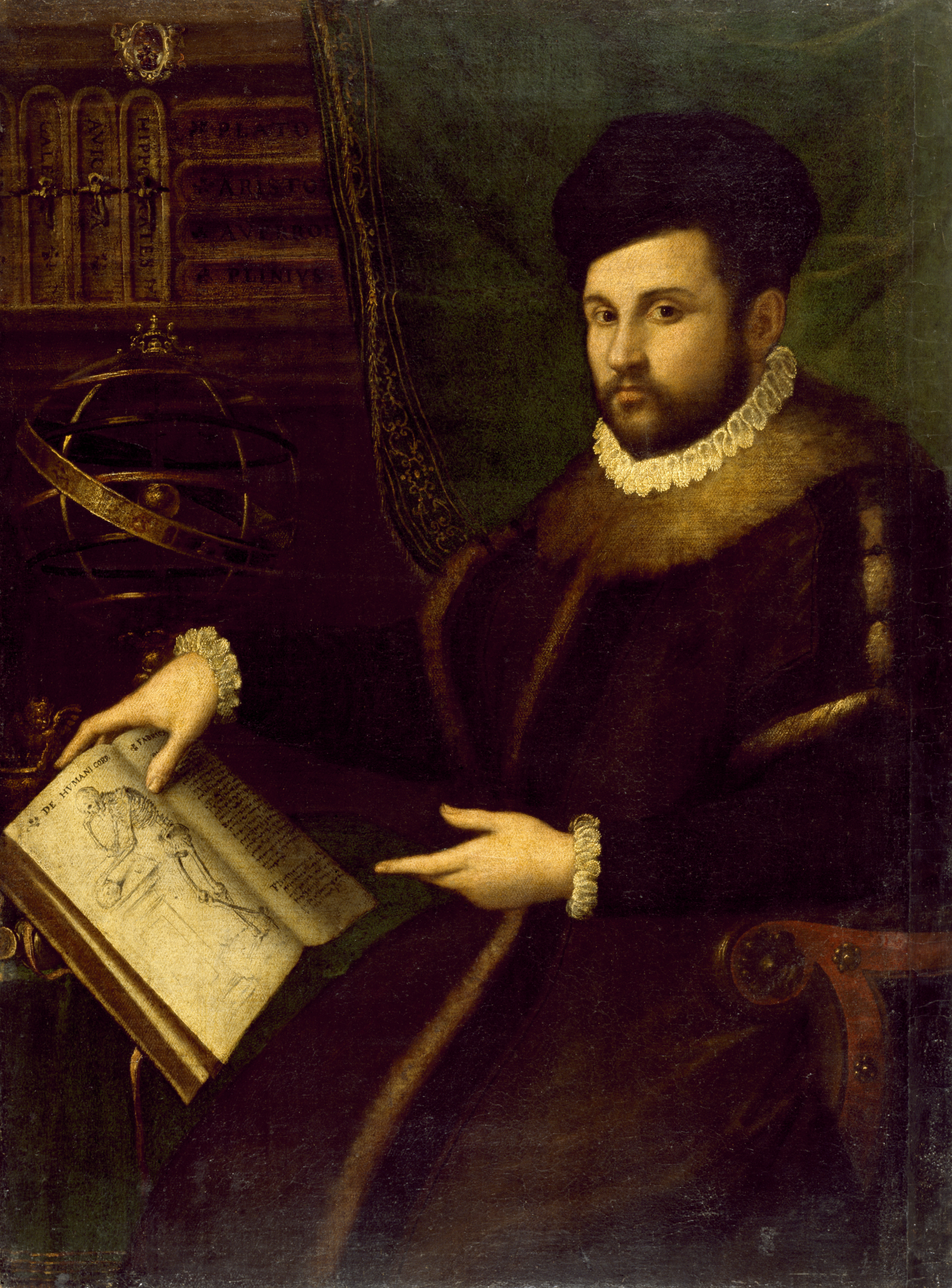
Lavinia Fontana, Portrait de Girolamo Mercuriale (1588-1589).
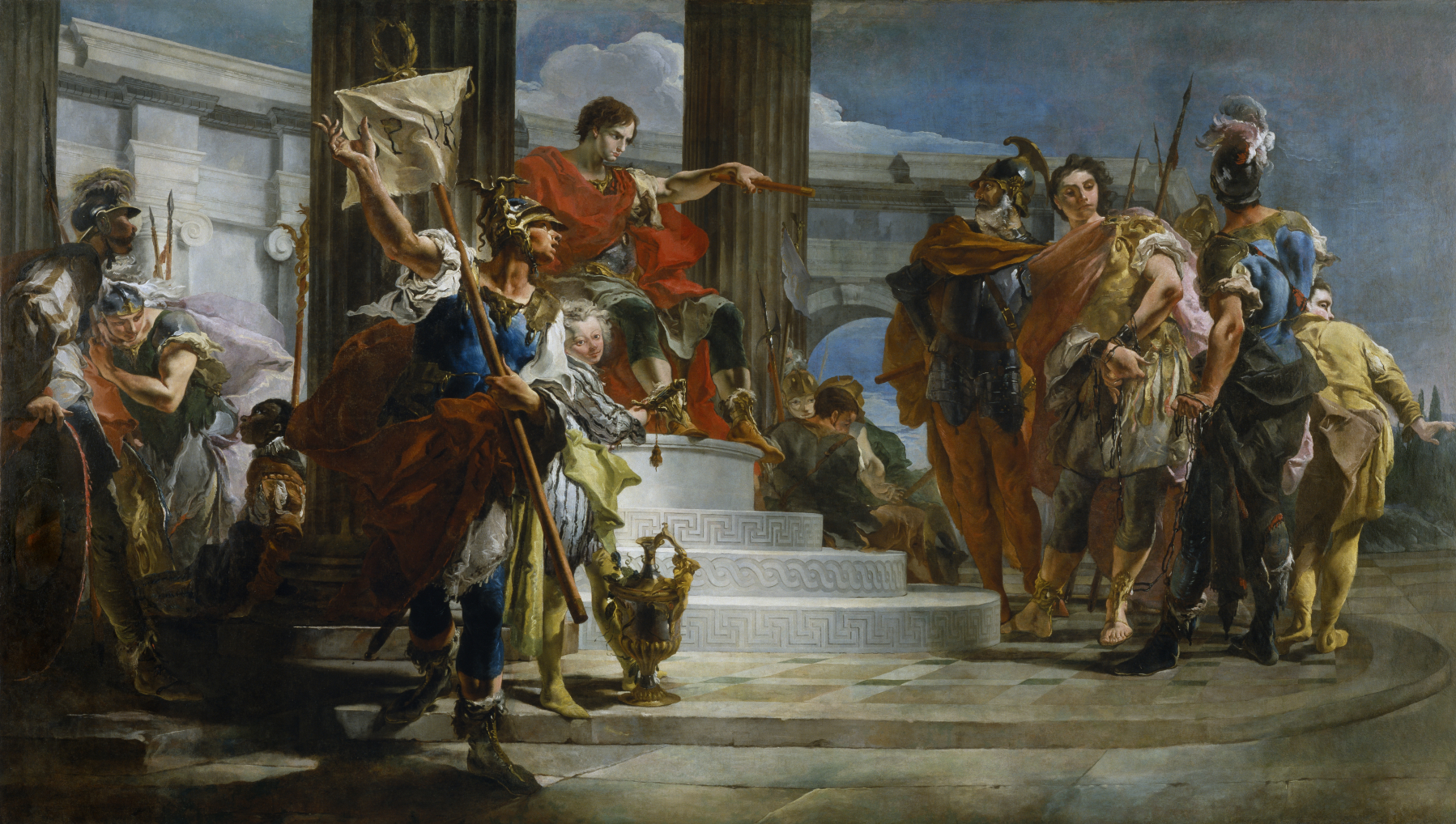
Giambattista Tiepolo, Scipion l'Africain libérant Massiva (1719-1721).
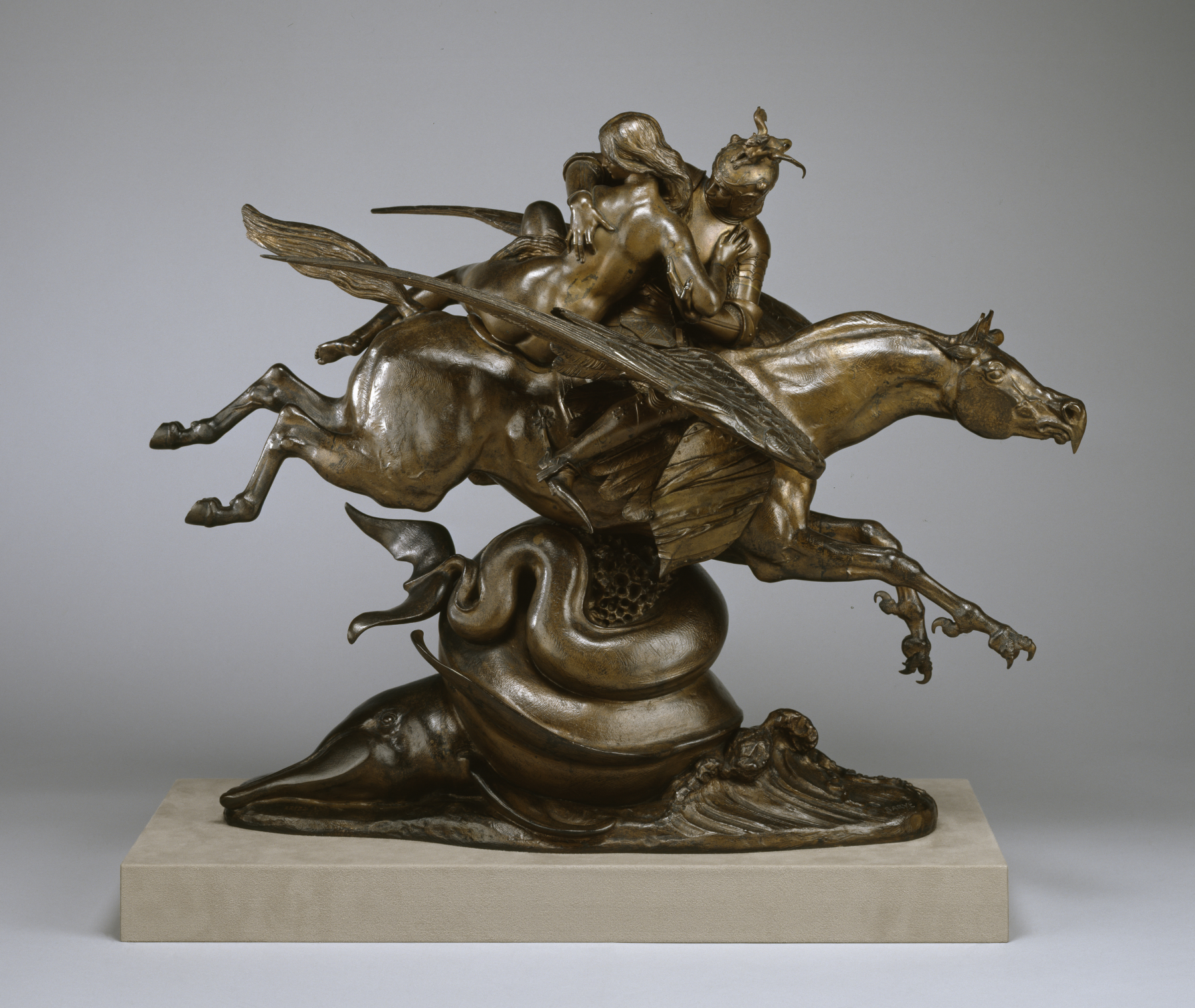
Antoine-Louis Barye, Angélique et Roger montés sur l'hippogriffe (vers 1840).
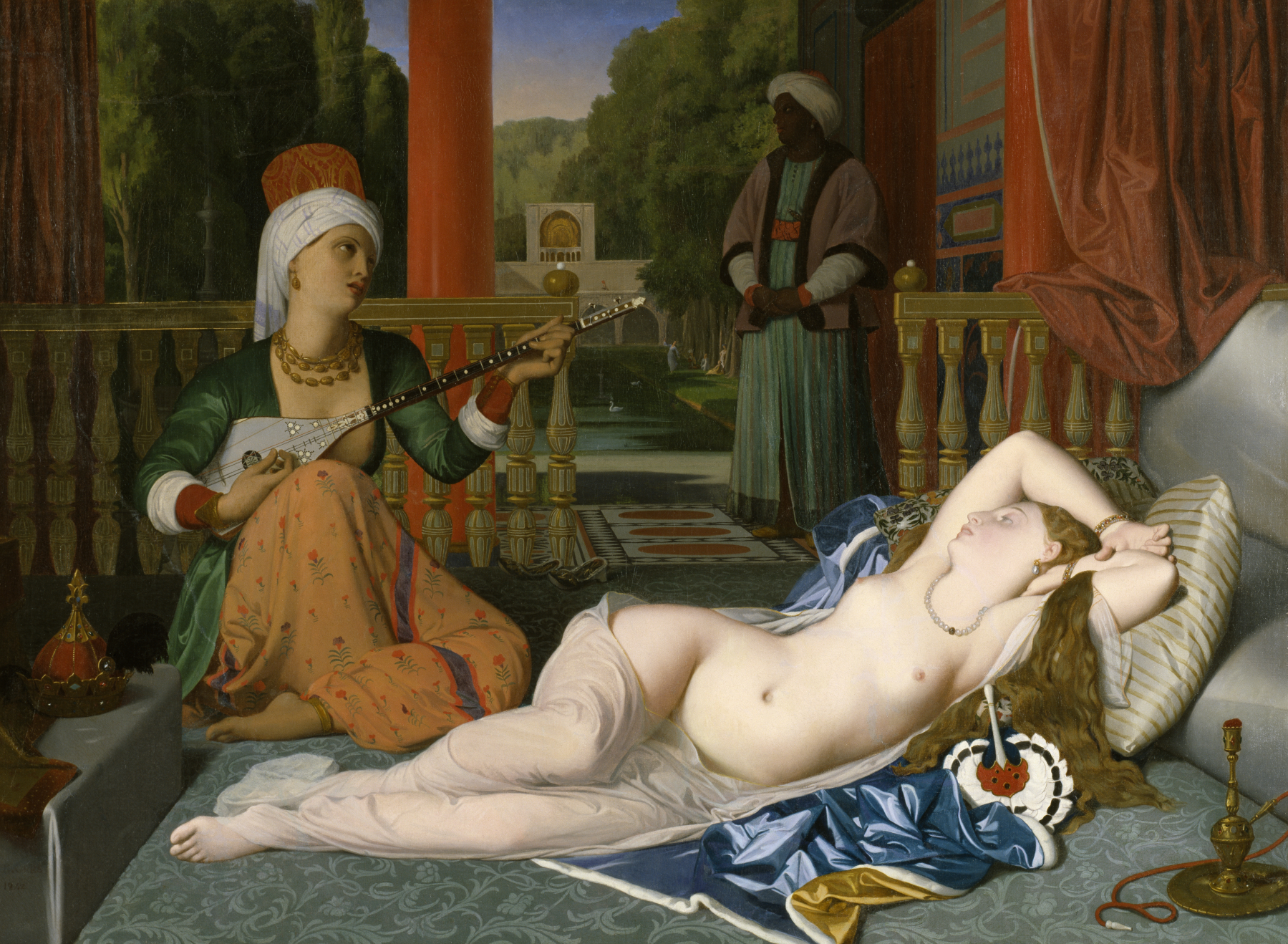
Jean-Auguste-Dominique Ingres, Odalisque à l'esclave (1842).
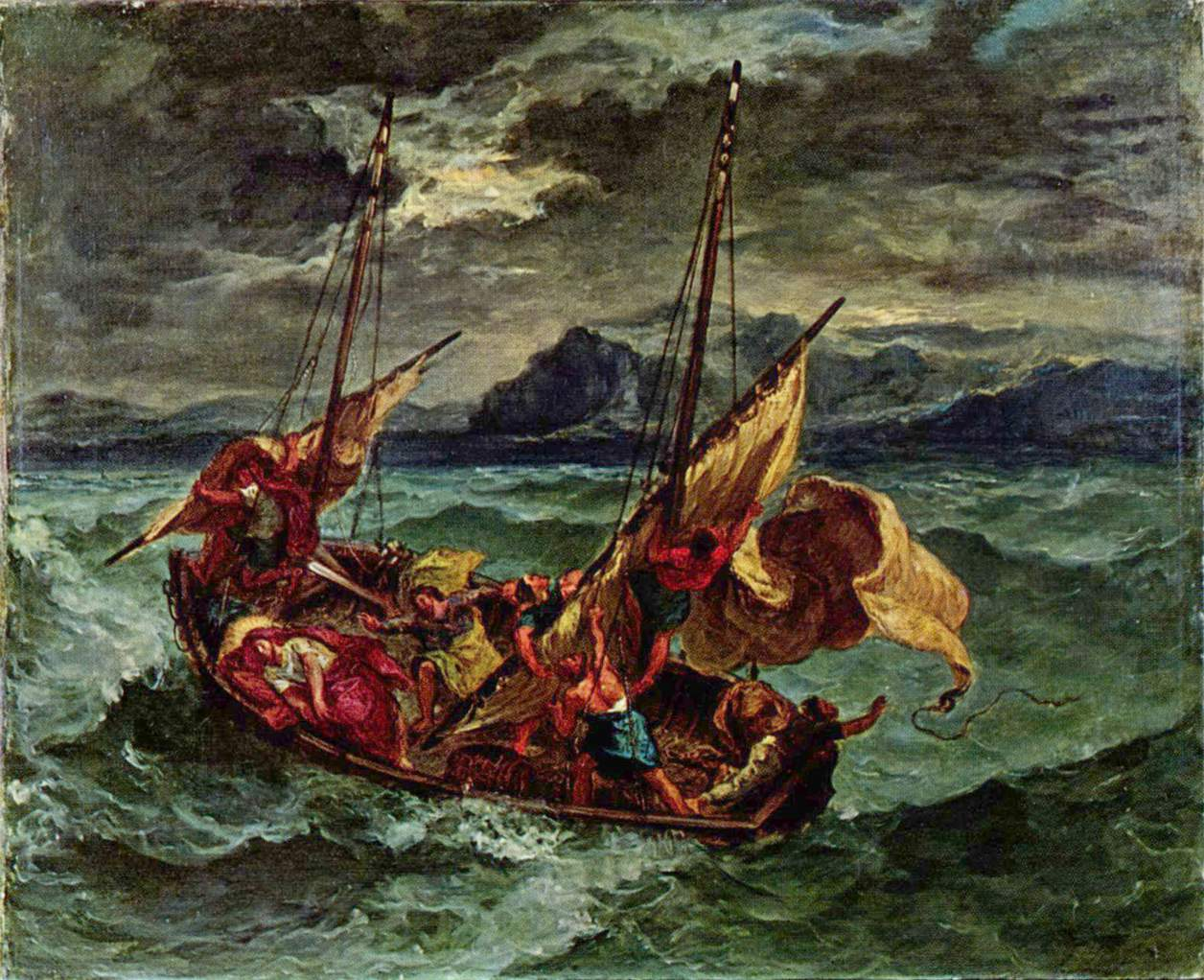
Eugène Delacroix, Le Christ sur le lac de Génésareth (1854).
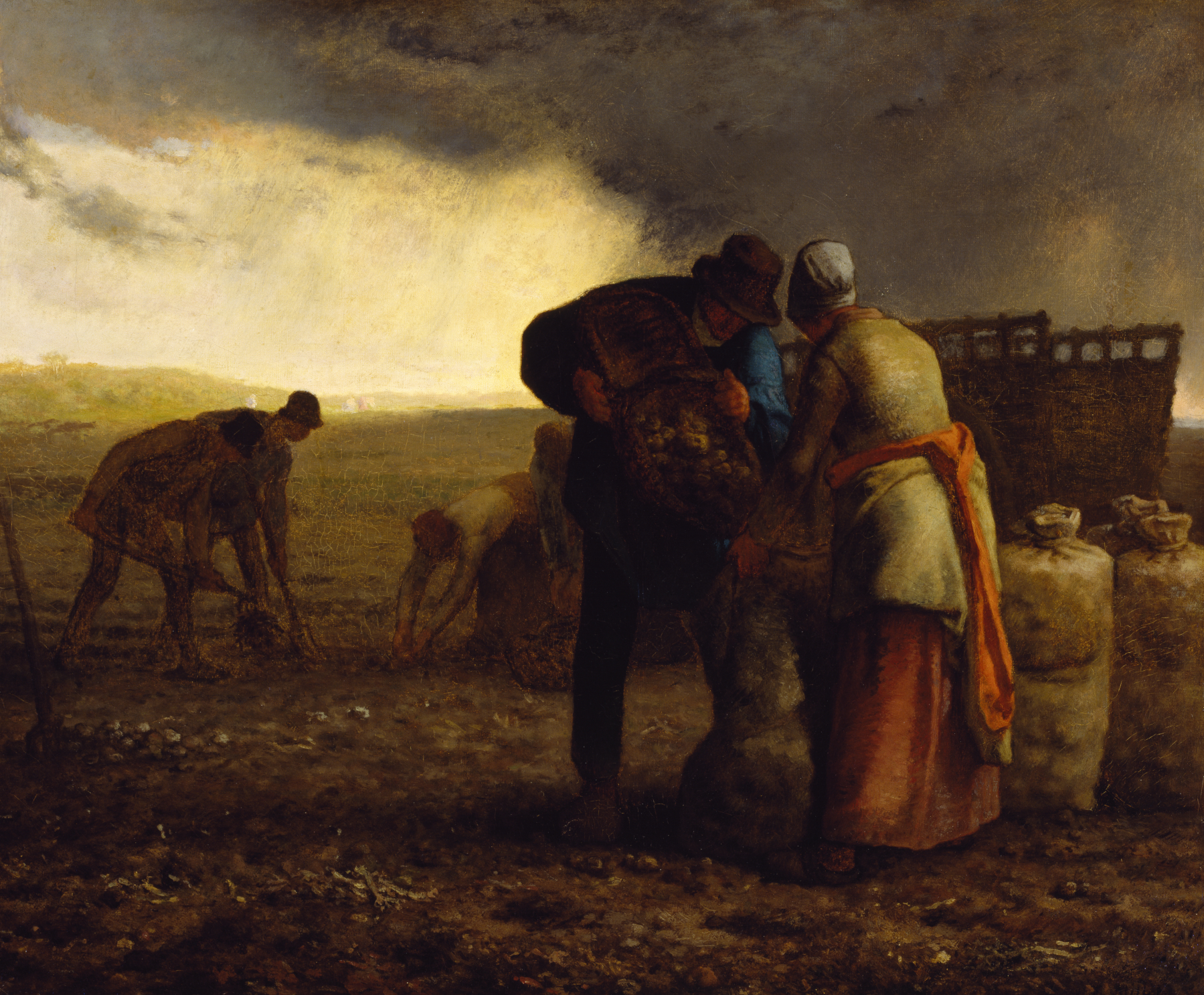
Jean-François Millet, La Récolte des pommes de terre (1855).
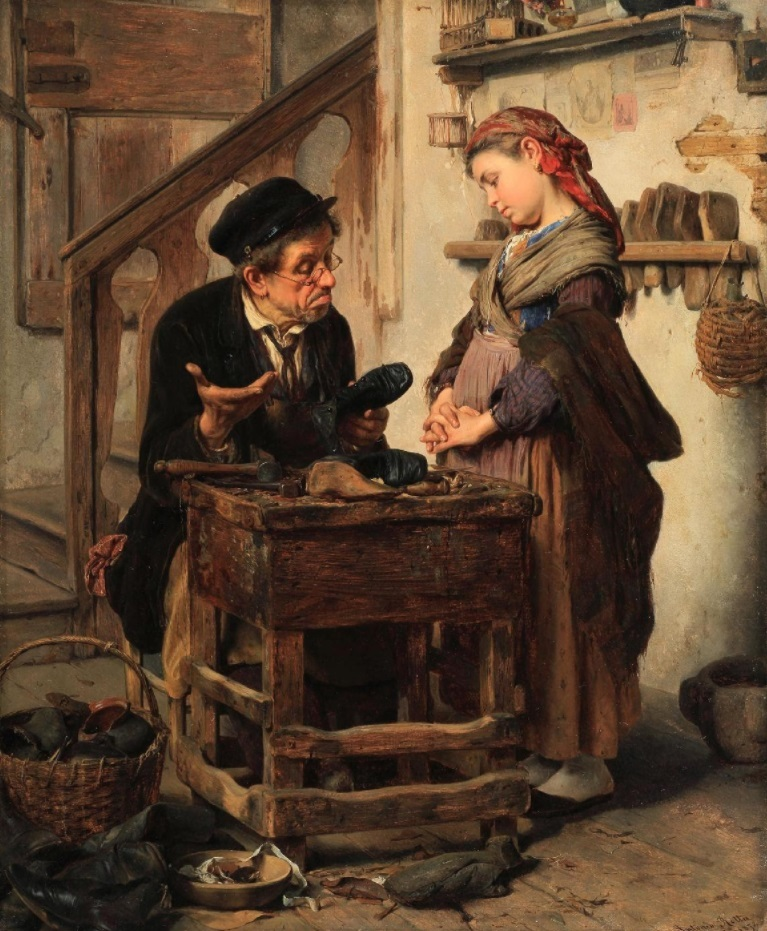
Antonio Rotta, The Hopeless Case (1855).
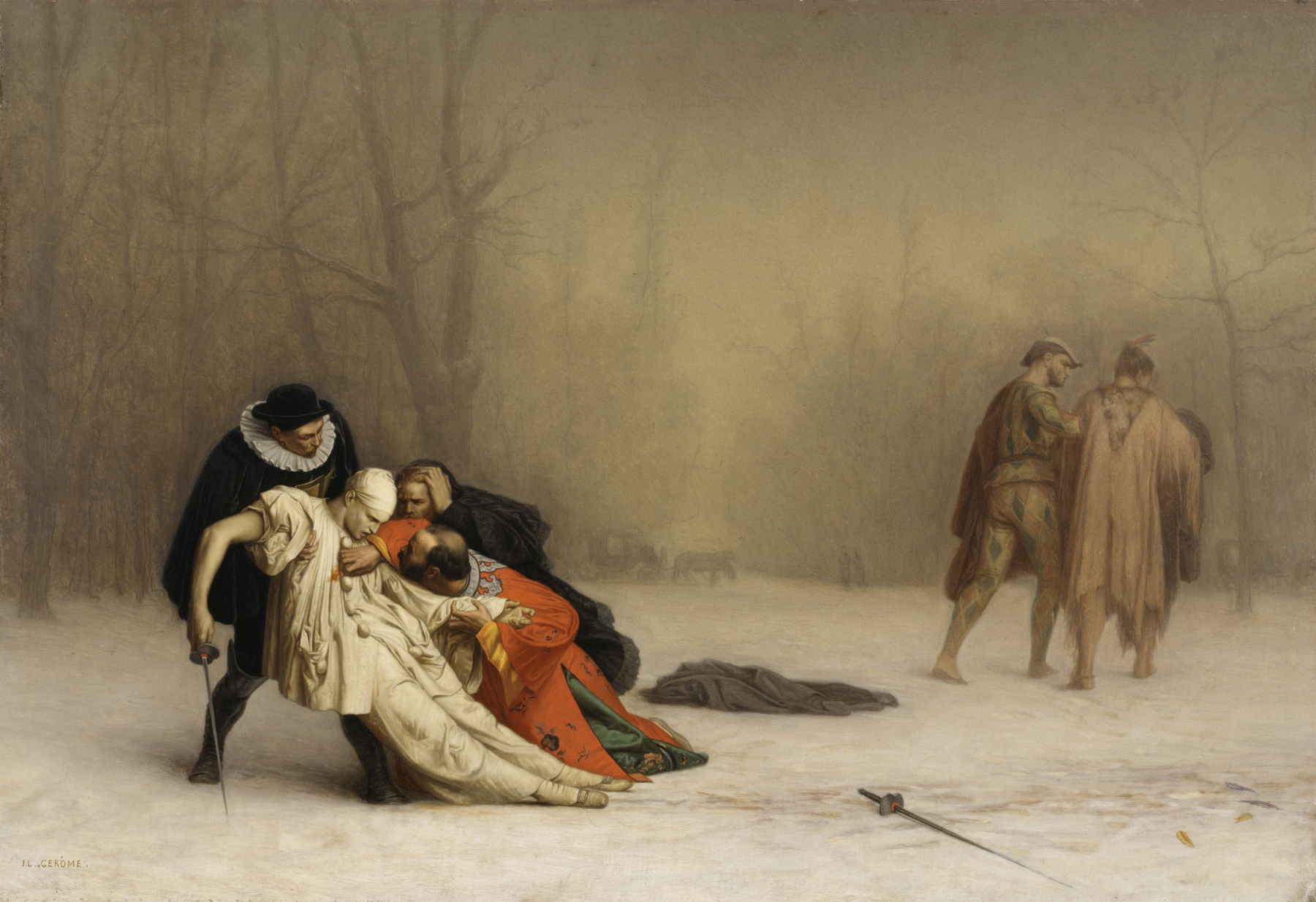
Jean-Léon Gérôme, Suites d'un bal masqué (1857-1859).
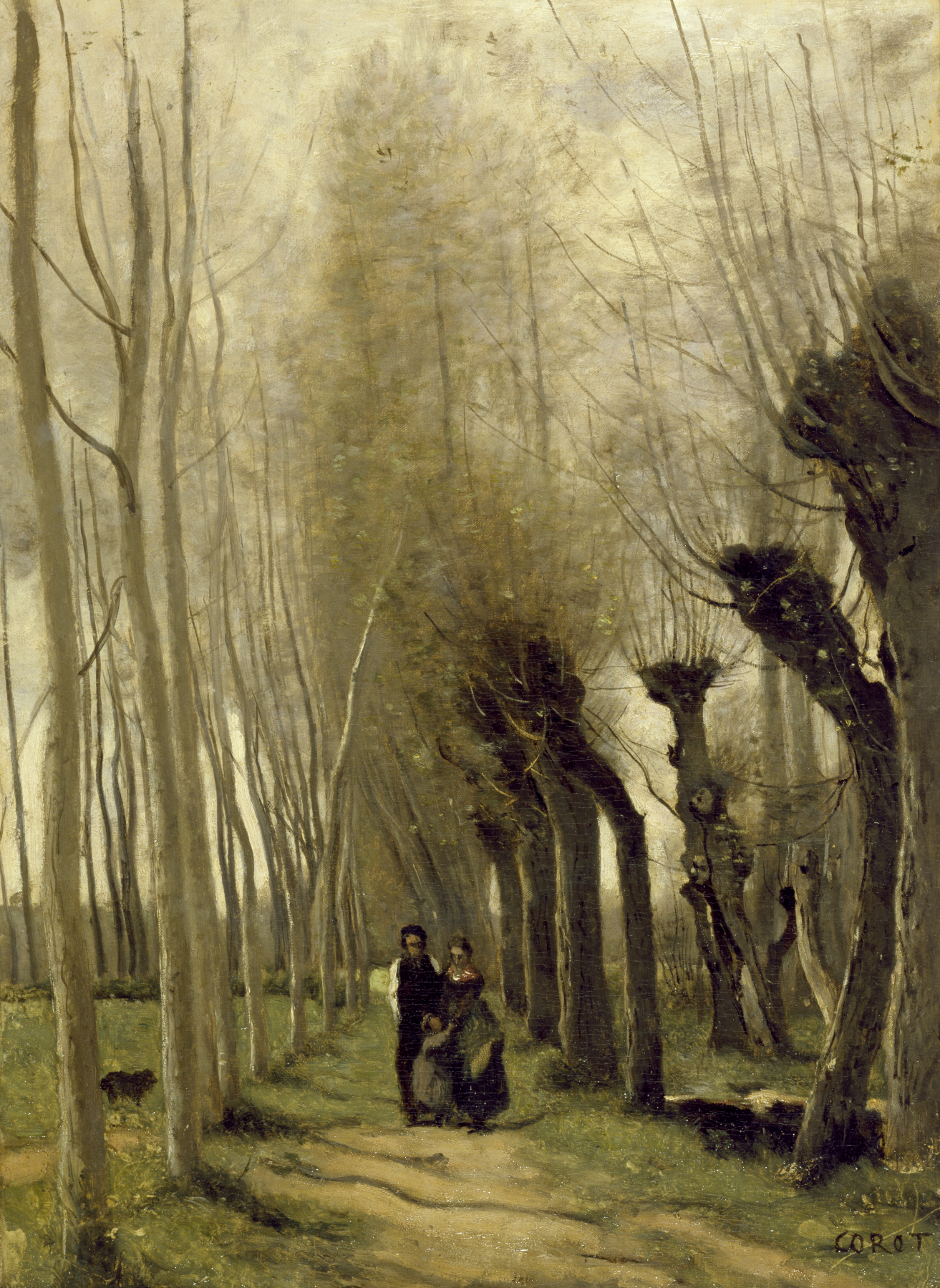
Jean-Baptiste Camille Corot, Les Saule à Marissel (1857).
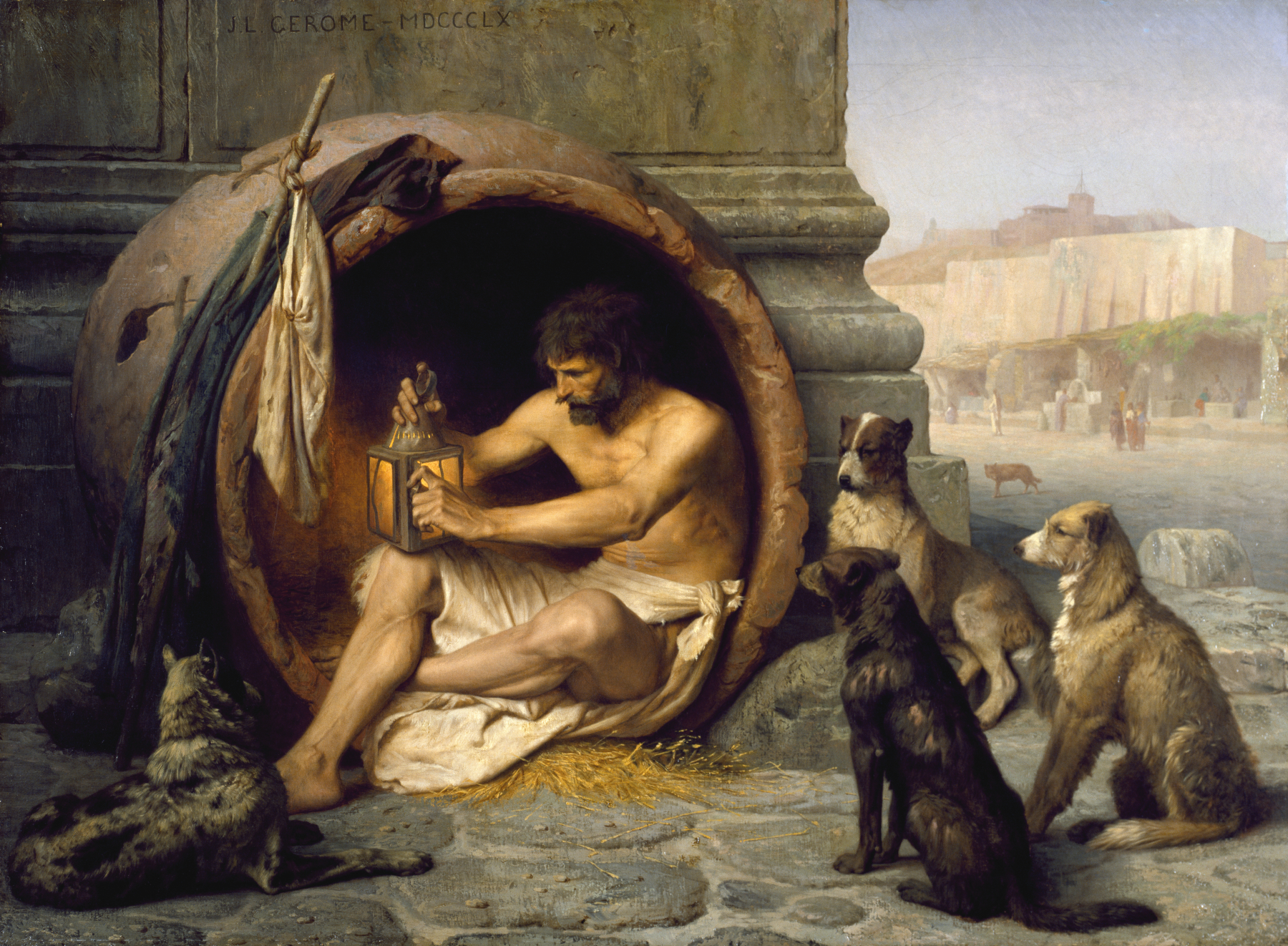
Jean-Léon Gérôme, Diogène (1860).
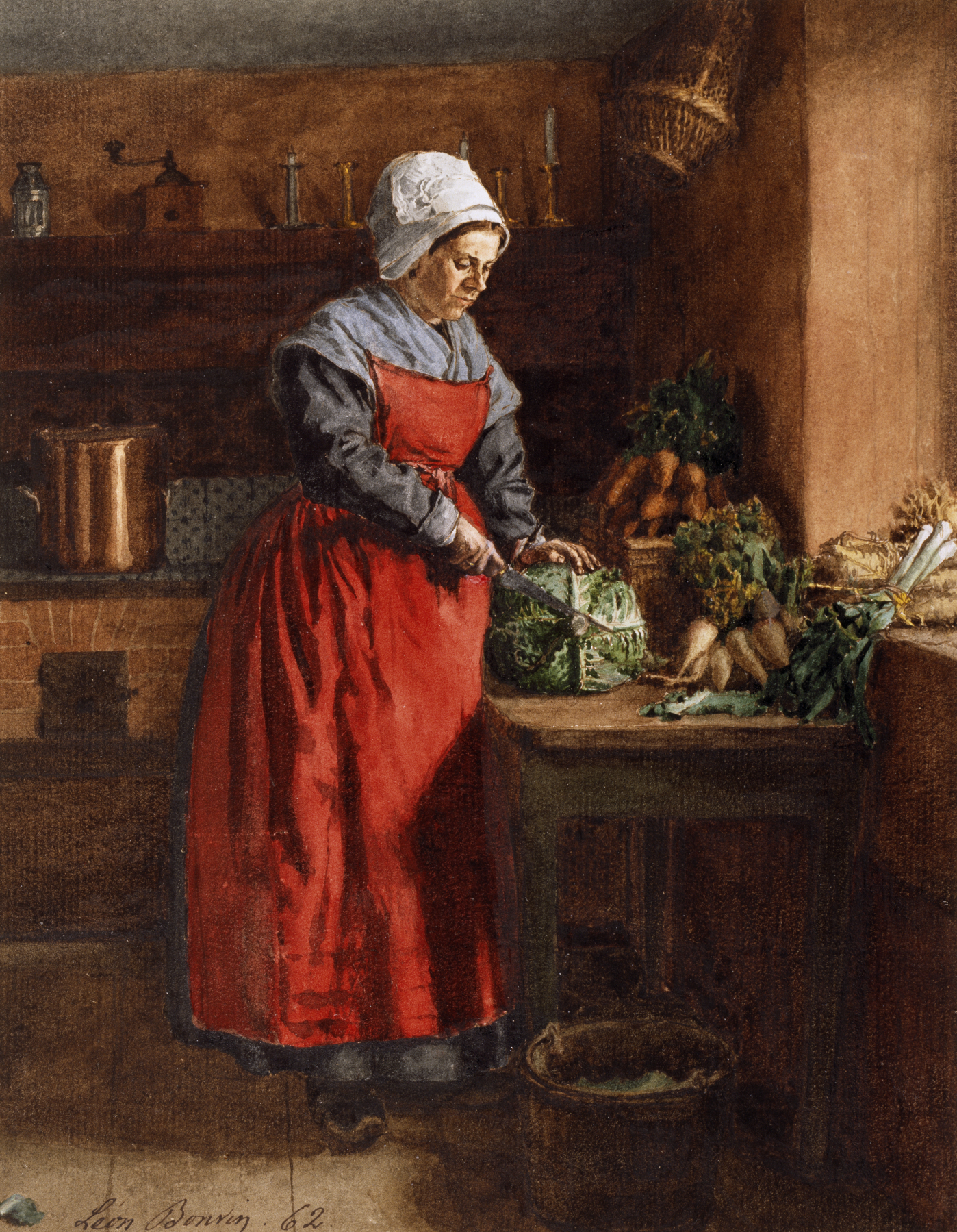
Léon Bonvin,  Cook with Red Apron (1862).
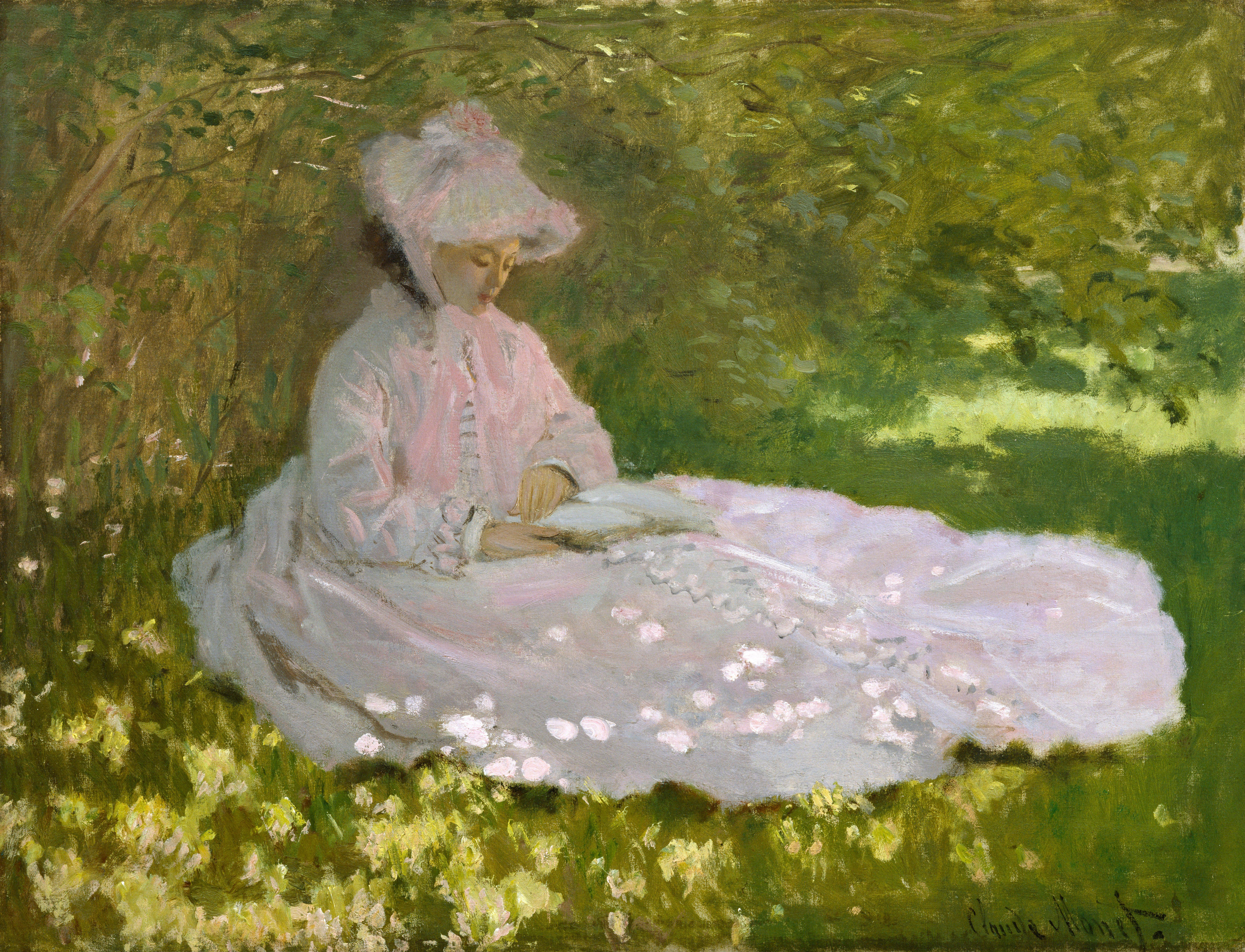
Claude Monet, Printemps (1872).
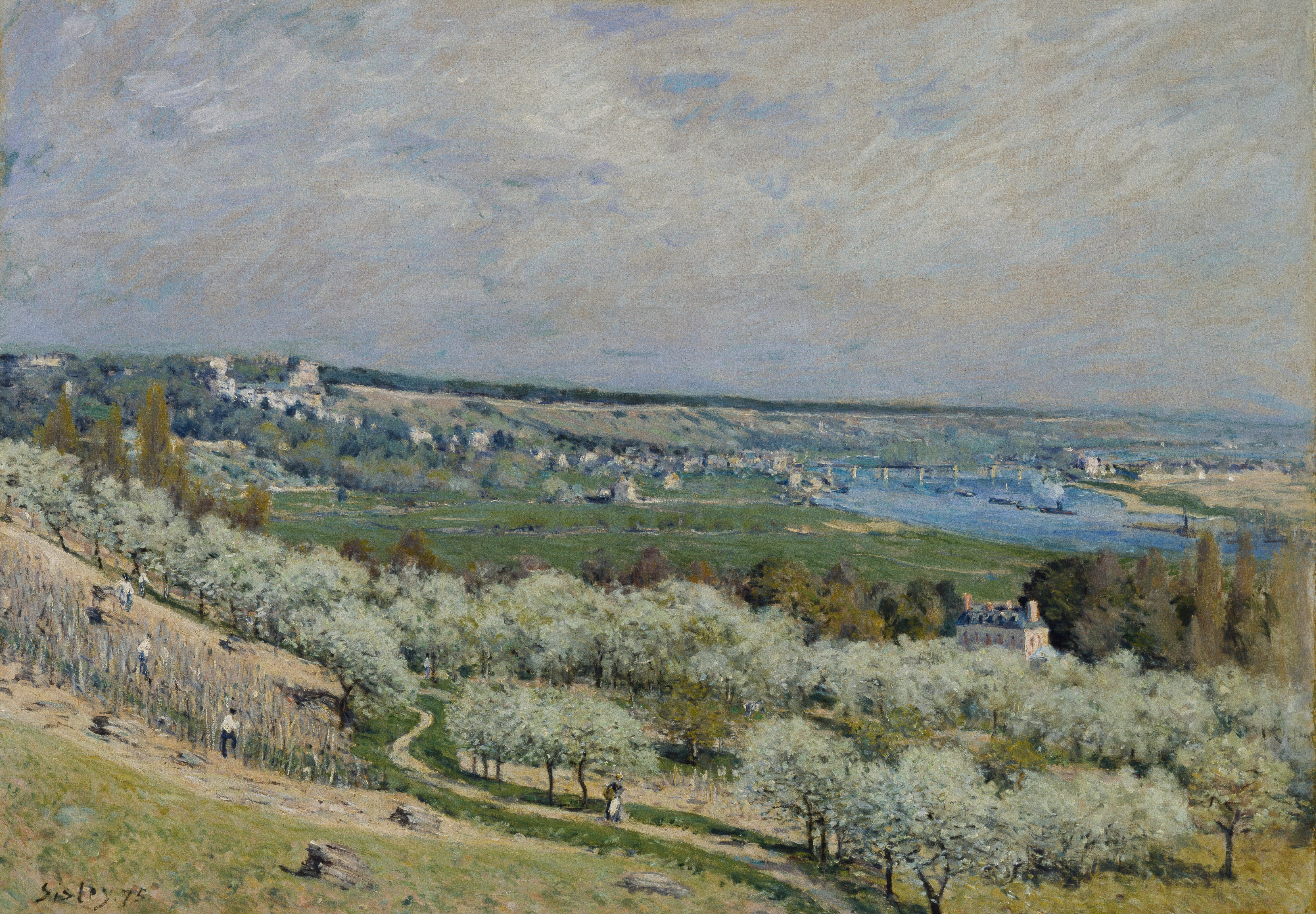
Alfred Sisley, La Terrasse à Saint-Germain, Printemps (1875)?
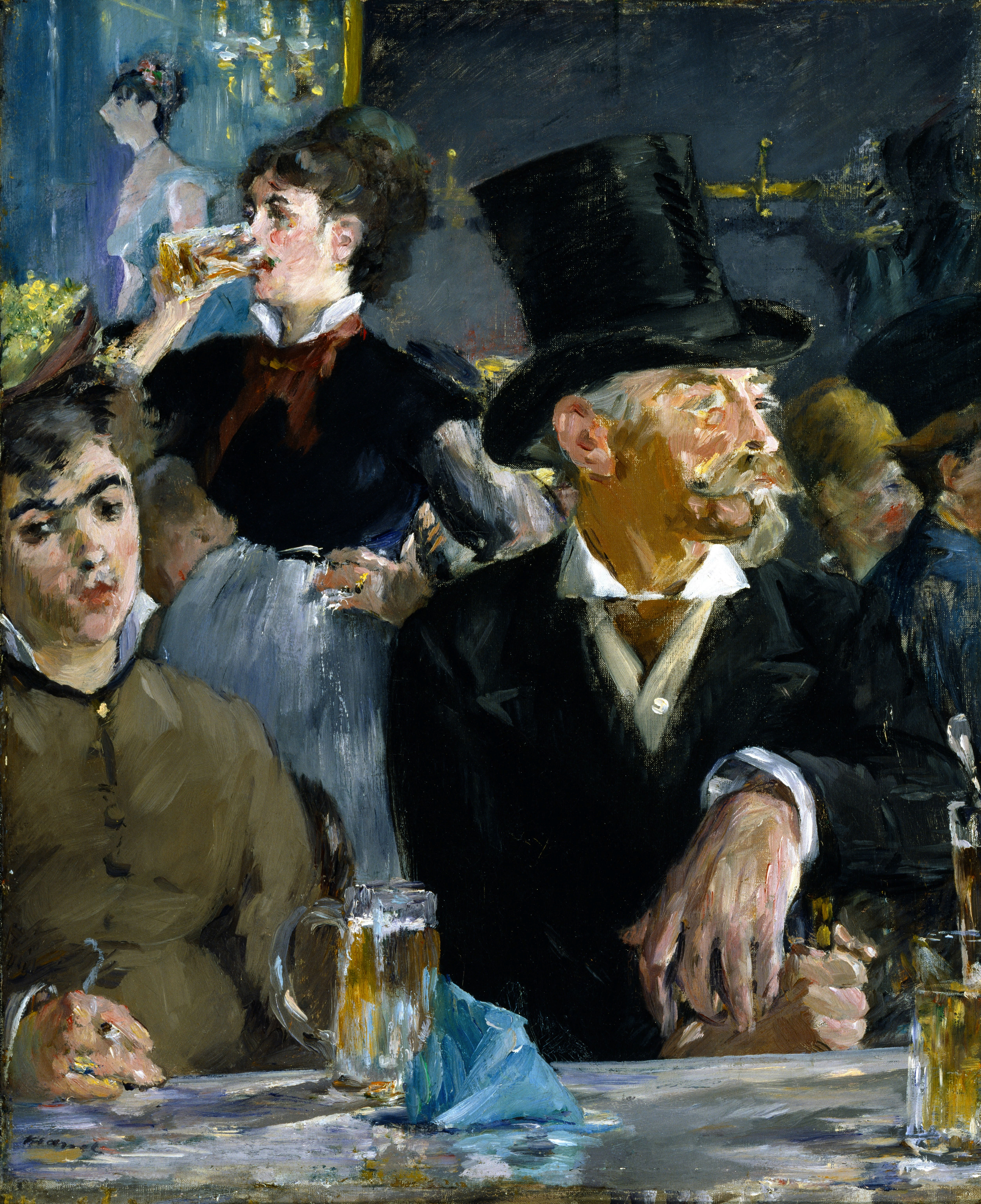
Édouard Manet, Au Café, Café-concert (vers 1879).
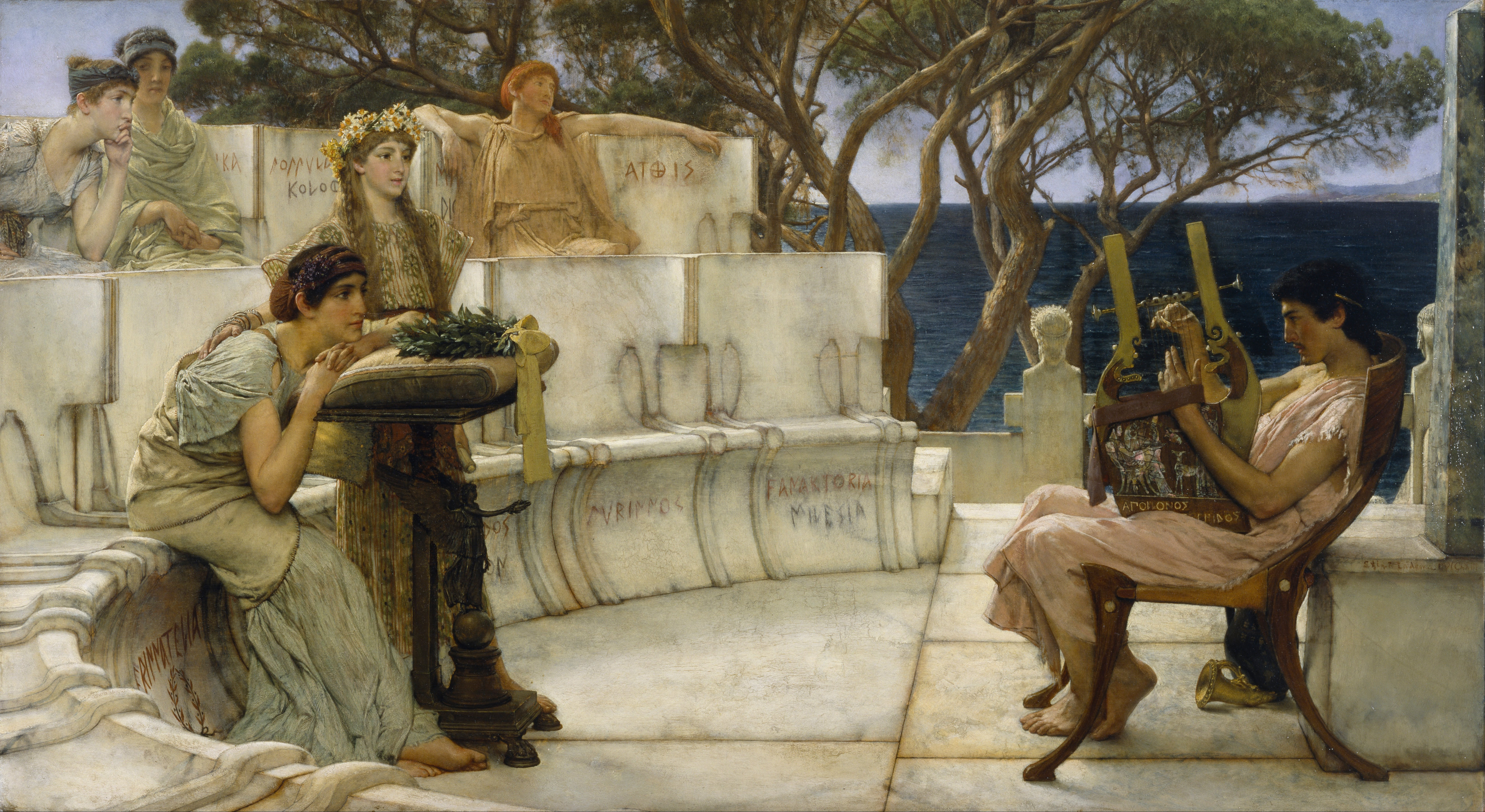
Lawrence Alma-Tadema, Sappho et Alcée (1881).
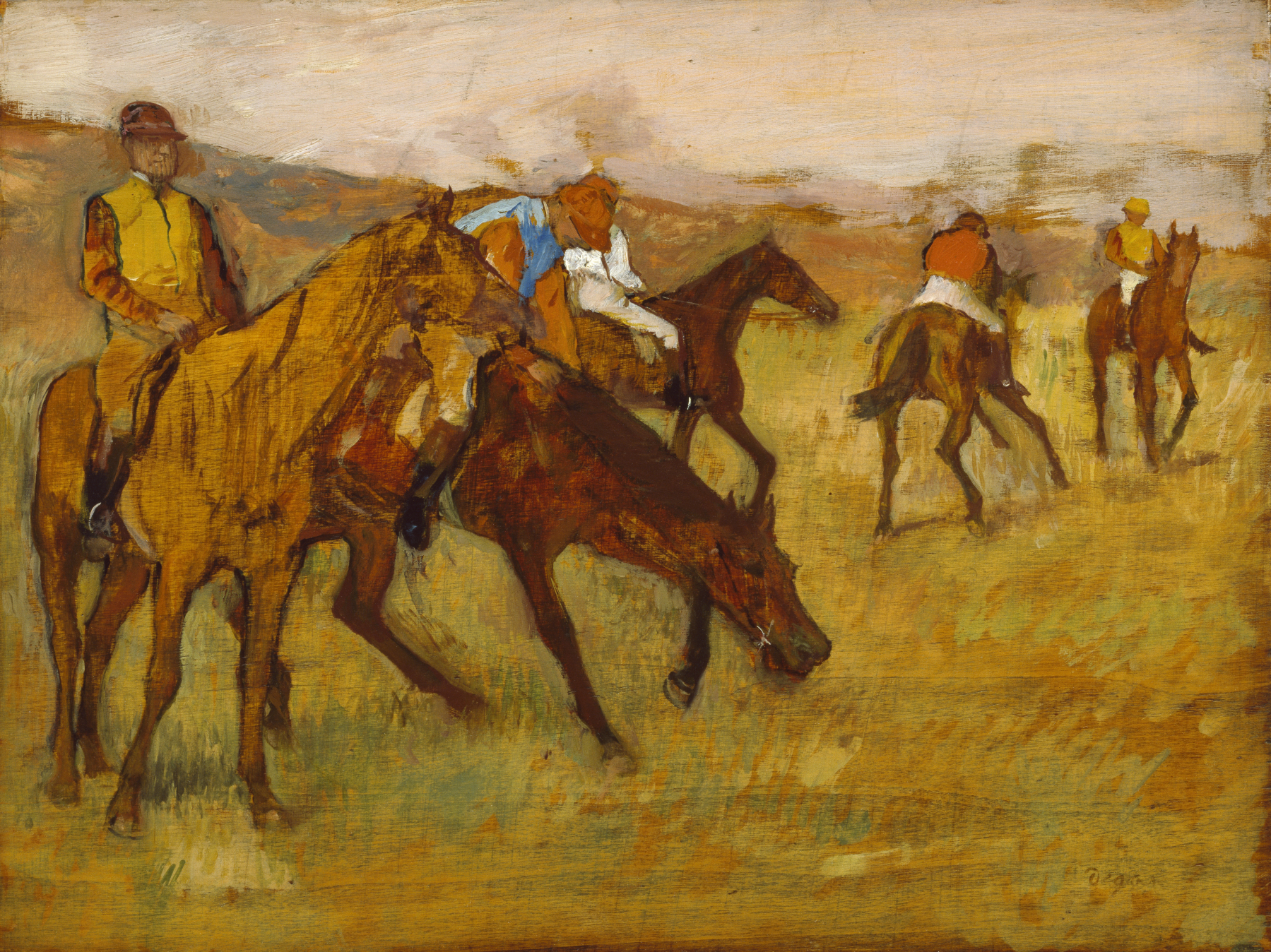
Edgar Degas, Avant la course (1882).
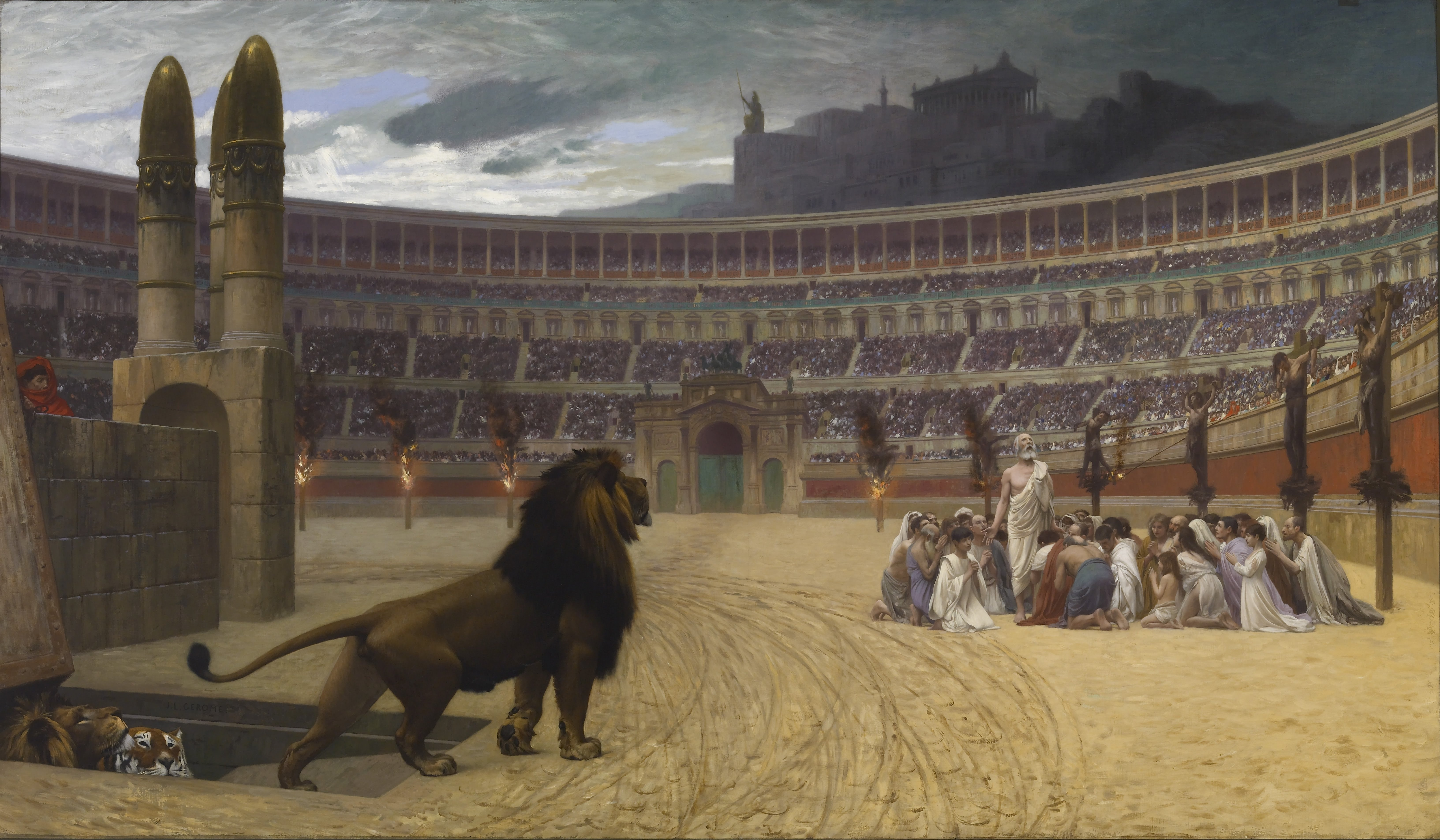
Jean-Léon Gérôme, La Dernière Prière des martyrs chrétiens, (1883).
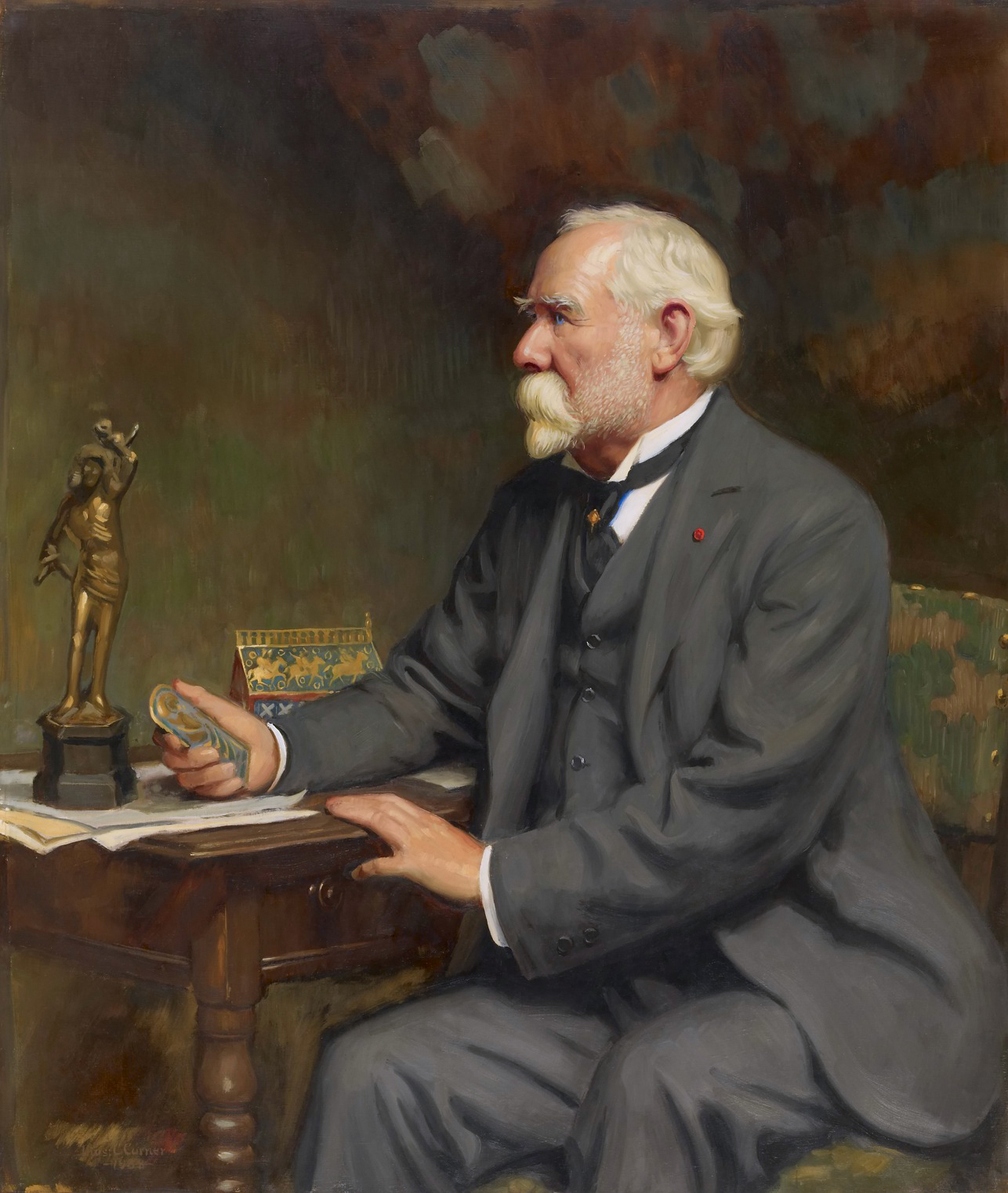
Thomas Cromwell Corner, Portrait de l'homme d'affaires Henry Walters (en) (1938).